# Paraschizidium roubali
Paraschizidium roubali är en kräftdjursart som beskrevs av Zdenek Frankenberger1940. Paraschizidium roubali ingår i släktet Paraschizidium och familjen klotgråsuggor. Inga underarter finns listade i Catalogue of Life.